# Ichthyomys pittieri
Ichthyomys pittieri es una especie de roedor de la familia Cricetidae. Se destaca por tener el mayor número de cromosomas conocidos para un mamífero, 2n = 92.

## Distribución geográfica
Sólo se encuentra en Venezuela.

## Hábitat
Su hábitat natural son ríos y pantanos.